# 102e méridien est
En géographie, le 102e méridien est est le méridien joignant les points de la surface de la Terre dont la longitude est égale à 102° est.

## Géographie

### Dimensions
Comme tous les autres méridiens, la longueur du 102e méridien correspond à une demi-circonférence terrestre, soit 20 003,932 km. Au niveau de l'équateur, il est distant du méridien de Greenwich de 11 355 km,.
Avec le 78e méridien ouest, il forme un grand cercle passant par les pôles géographiques terrestres.

### Régions traversées
En commençant par le pôle Nord et descendant vers le sud au pôle Sud, Le 102e méridien est passe par:
| Coordonnées           | Pays, territoire ou mer | Notes |
| --------------------- | ----------------------- | --- |
| 90° 00′ N, 102° 00′ E | Océan Arctique          | |
| 80° 23′ N, 102° 00′ E | Mer de Laptev           | |
| 79° 15′ N, 102° 00′ E | Russie                  | Krai de Krasnoïarsk — Île Bolchevique, Terre du Nord |
| 78° 11′ N, 102° 00′ E | Mer de Kara             | |
| 77° 18′ N, 102° 00′ E | Russie                  | Krai de Krasnoïarsk Oblast d'Irkoutsk — à partir de 58° 29′ N, 102° 00′ E République de Bouriatie — à partir de 52° 13′ N, 102° 00′ E |
| 51° 23′ N, 102° 00′ E | Mongolie                | |
| 42° 17′ N, 102° 00′ E | Chine                   | Mongolie Intérieure Gansu — sur environ 14 km à partir de 39° 07′ N, 102° 00′ E Mongolie Intérieure — sur environ 23 km à partir de 39° 00′ N, 102° 00′ E Gansu — à partir de 38° 47′ N, 102° 00′ E Qinghai — à partir de 37° 42′ N, 102° 00′ E Gansu — à partir de 34° 55′ N, 102° 00′ E Qinghai — à partir de 34° 30′ N, 102° 00′ E Gansu — à partir de 34° 05′ N, 102° 00′ E Sichuan — à partir de 33° 10′ N, 102° 00′ E Yunnan — à partir de 26° 05′ N, 102° 00′ E |
| 22° 26′ N, 102° 00′ E | Laos                    | |
| 18° 08′ N, 102° 00′ E | Thaïlande               | |
| 12° 32′ N, 102° 00′ E | Golfe de Thaïlande      | |
| 6° 18′ N, 102° 00′ E  | Thaïlande               | |
| 6° 02′ N, 102° 00′ E  | Malaisie                | Passe juste à l'est de la rive de la ville de Rantau Panjang (en) à 6°N Passe juste à l'est de Senawang (en) à côté de Seremban à 2°42'N |
| 2° 22′ N, 102° 00′ E  | Détroit de Malacca      | |
| 1° 37′ N, 102° 00′ E  | Indonésie               | Îles de Bengkalis et Sumatra |
| 3° 31′ S, 102° 00′ E  | Océan indien            | Passe juste à l'ouest de Enggano, Indonésie (à 5° 21′ S, 102° 05′ E) |
| 60° 00′ S, 102° 00′ E | Océan Austral           | |
| 65° 44′ S, 102° 00′ E | Antarctique             | Territoire antarctique australien, Territoires revendiqués par l' Australie |